# Iskrište
Iskrište je uređaj sastavljen od dviju metalnih elektroda odijeljenih izolatorom, najčešće zrakom, nekim drugim plinom ili tekućinom. Prema obliku elektroda razlikuju se: šiljasto iskrište, s elektrodama u obliku metalnih štapova, kuglasto iskrište, sastavljeno od dviju metalnih kugala, te rijetko rabljeno pločasto iskrište, s elektrodama u obliku ploča.
Prema namjeni se iskrišta mogu svrstati u 3 skupine: 
- mjerno iskrište može poslužiti za izravno mjerenje izmjeničnih, istosmjernih i udarnih napona u visokonaponskoj mjernoj tehnici, iako se danas visoki naponi mjere uglavnom preko visokonaponskih djelitelja napona. Na mjernom se iskrištu napon mjeri tako da se kugle lagano približavaju jedna drugoj sve dok između kugala ne preskoči iskra. Iz razmaka kugala u momentu preskoka može se, s pomoću odgovarajućih tablica, odrediti električni napon.
- zaštitno iskrište najjednostavnije je sredstvo zaštite od prenapona, to jest od napona koji su znatno viši od normalnoga pogonskoga napona. Iskrište je šiljasto, a priključuje se paralelno sa štićenim tijelom, između vodiča pod naponom i zemlje, na primjer na izolatorskome lancu dalekovodnoga stupa. Razmak između elektroda zaštitnog iskrišta namješten je tako da kod previsokoga napona, na primjer zbog udara munje u električni dalekovod, između elektroda dolazi do preskoka prema uzemljenomu dijelu stupa zbog prenapona i time nastaje smanjenje toga napona, čime se sprječava oštećenje izolacije štićenog tijela. Zaštitno iskrište najčešće se rabi kao rezervna zaštita od prenapona, a za osnovnu zaštitu služe složeniji uređaji, odvodnici prenapona.
- osim kao mjerno i zaštitno, iskrište se primjenjuje i kao aktivni dio u uređajima za proizvodnju električnog napona i struja posebnih oblika, na primjer u generatoru udarnih napona, gdje iskrište određuje maksimalnu vrijednost (amplitudu) naponskog ili strujnog oblika.[1]